# اسکات رابرتسون (بازیکن فوتبال، زاده ۱۹۸۵)
اسکات رابرتسون (انگلیسی: Scott Robertson؛ زادهٔ ۷ آوریل ۱۹۸۵) بازیکن فوتبال اهل بریتانیا است.
از باشگاه‌هایی که در آن بازی کرده‌است می‌توان به باشگاه فوتبال داندی یونایتد، باشگاه فوتبال داندی، باشگاه فوتبال بلکپول، و باشگاه فوتبال هیبرنین اشاره کرد.
وی همچنین در تیم ملی فوتبال اسکاتلند بازی کرده‌است.